# جاناتان ساگال
جاناتان ساگال (عبری: יהונתן סגל‎؛ زادهٔ ۱۹۵۹) یک هنرپیشه، و کارگردان اهل اسرائیل است.
از فیلم‌ها یا برنامه‌های تلویزیونی که وی در آن نقش داشته است می‌توان به فهرست شیندلر، دختر درامر کوچک اشاره کرد.